# Goulart
Antonio Goulart dos Reis (Vargem Bonita, 23 de dezembro de 1953), mais conhecido como Goulart, é um empresário e político brasileiro, filiado ao partido União Brasil. Foi deputado federal pelo estado de São Paulo de 2015 a 2018. Foi vereador da capital paulista durante 18 anos em cinco mandatos consecutivos. É pai de Rodrigo Goulart, atual vereador da mesma cidade e filiado ao Partido Social Democrático (PSD).
Foi o terceiro vereador mais votado de São Paulo em 2012.
Goulart possui o recorde de maior coleção de pingas de São Paulo. Segundo a Confraria Nacional da Cachaça, ele possui mais de 38 mil garrafas de 24 mil rótulos.
É o atual Diretor de Relações Institucionais do Sport Club Corinthians Paulista. Conselheiro Vitalício desde 2000, já foi Presidente do Conselho Deliberativo do clube e Vice-Presidente da torcida organizada Gaviões da Fiel, em 1987.

## Carreira Política

### Vereador
Goulart ingressou na política em 1972 no antigo MDB e participou ativamente do período de redemocratização do país.
Ao longo dos seus cinco mandatos como vereador, Goulart apresentou quase 400 projetos de lei e teve mais de 100 leis aprovadas. Entre os mais conhecidos, está a criação do Museu do Futebol. O que pouca gente sabe é que o Museu do Futebol é ideia de Goulart. É de autoria dele o projeto apresentado em 1999 e transformado, em 2004, na lei que autorizou a construção desse espaço.
O museu reúne um grande acervo da história do futebol brasileiro, com arte e tecnologia, e foi instalado sob as arquibancadas do Estádio Municipal do Pacaembu, segundo ele, por razões óbvias. “O Pacaembu é o estádio que representa o futebol paulistano e brasileiro. É a casa de todos os times, de todos os campeonatos”, afirma Goulart.
Em pouco mais de dez anos, o Museu do Futebol, em São Paulo, já se tornou o segundo mais visitado da cidade. Recebeu, desde 2005, mais de 2,3 milhões de pessoas – foi um dos espaços que mais recebeu turistas durante a Copa do Mundo de 2014.
Esse não é o único projeto importante criado por Goulart. Foi dele, também, a iniciativa que levou a Secretaria da Educação a distribuir uniformes, tênis e material escolar a todos os alunos da rede municipal de São Paulo, o que beneficia anualmente mais de 2 milhões de alunos.
Goulart conseguiu ainda instituir a assistência psicopedagógica nas escolas públicas da cidade para diagnosticar, intervir e prevenir problemas de aprendizagem e  incluir fisioterapeutas em equipes multidisciplinares nos programas de assistência a saúde.
Sua luta pela melhoria da qualidade na alimentação escolar dura muitos anos. A primeira iniciativa de Goulart, ainda vereador, foi a elaboração do projeto de lei que estabelecia o Programa de Merenda Escolar Ecológica. A iniciativa foi aceita e colocada em prática em dezembro de 2006, na gestão do então Prefeito de São Paulo, Gilberto Kassab. O projeto era bem abrangente, contando com a inclusão gradual de produtos hortifrutigranjeiros e, dispondo também, sobre o treinamento e a capacitação de merendeiras para a aplicação de receitas e metodologias saudáveis.
Alguns anos se passaram desde a aprovação e Goulart viu a possibilidade de estender os benefícios da iniciativa. Com a ajuda de outros vereadores, criou um novo projeto aperfeiçoando o primeiro. Desta vez, além de elevar a qualidade e o valor nutricional da merenda, o fornecimento dos alimentos seria feito exclusivamente por agricultores do próprio município.  O projeto foi aprovado em 2015, porém só na gestão do Prefeito João Doria, o critério de compra local foi executado na íntegra. Os agricultores de Parelheiros e de São Mateus, deverão fornecer as verduras e as hortaliças para escolas da região. O programa será posto em prática gradualmente em toda a rede municipal de ensino de São Paulo.
Entre 2006 e 2012, durante a gestão de Gilberto Kassab (PSD) na Prefeitura de São Paulo, como vereador conseguiu incluir a reforma de vários Clubes da Comunidade (CDCs) na agenda de obras municipais. “São espaços onde crianças e jovens podem praticar esportes e precisamos estimular isso”, diz ele. Campos de futebol ganharam iluminação e foram reformados, alguns deles com a colocação de gramados sintéticos. 
Goulart também se engajou numa reivindicação antiga de comerciantes e moradores da zona Sul de São Paulo: a construção de uma ponte sobre o Rio Jurubatuba, hoje parte do Complexo Jurubatuba, importante sistema viário da região. A ponte Vitorino Goulart liga os bairros de Pedreira e Jardim Quarto Centenário, na zona sul de São Paulo, e é uma das principais vias usadas por quem sai da região de Interlagos com destino ao centro da cidade. Seu nome homenageia o pai do deputado. Goulart propôs a criação do elevado na gestão de Celso Pitta. Ele gosta de dizer que a obra começou sob Marta Suplicy (PMDB, ex-PT), teve a primeira fase aberta por José Serra (PSDB) e a segunda por Gilberto Kassab (PSD, ex-DEM). 
Foi uma lei dele que criou, também, a já tradicional Brooklinfest, festa da cultura alemã que acontece em outubro. Ele elaborou a lei que permitiu a realização da festa que chega este ano à sua 20ª edição e já faz parte do calendário de eventos de São Paulo – no ano passado, recebeu mais de 100 mil visitantes.  Além de incrementar e aquecer o turismo e comércio locais, a Brooklinfest ainda mobiliza a sociedade civil com a doação de agasalhos e alimentos. Todos os anos, ele participa ativamente das ações promovidas pela Sociedade Beneficente Equilíbrio de Interlagos (Sobei), organização sem fins lucrativos sempre presente na festa.

### Deputado Federal
Entre as  causas defendidas em seu primeiro mandato como Deputado federal, Goulart obteve destaque liderando a proposição de aprimoramento e modernização dos direitos da classe lotérica. Foi o responsável pela criação da Frente Parlamentar em Defesa dos Lotéricos. “Os lotéricos terão na Câmara dos Deputados e no Senado um apoio muito forte. Nós queremos corrigir as injustiças, fazer com que a Caixa Econômica Federal reconheça os lotéricos como parceiros. Estou orgulhoso e muito feliz de ser o presidente dessa frente parlamentar, que vai acompanhar cada uma das negociações”, assegurou Goulart.
Em 2015 foi sancionada uma lei de sua autoria prorrogando por mais 20 anos as permissões das lotéricas concedidas antes de 15 de outubro de 2013, quando entrou em vigor o regime de licitação para esse tipo de serviço.
Para o presidente da Federação Brasileira dos Lotéricos (FEBRALOT), Jodismar Amaro, a categoria está bem representada. “É fundamental a representação no Congresso Nacional e nós temos encontrado um grande apoio aqui dentro. A Federação está se organizando regionalmente e pretendemos procurar nossos parlamentares de cada região para trazer para dentro da Frente Parlamentar.”
Em 2017, com o auxílio do também Deputado Federal Luiz Carlos Hauly, Goulart possibilitou mais uma transformação aos permissionários lotéricos, Seu novo projeto regulamenta os valores de tarifas dos serviços prestados por eles na função de correspondência bancária. 
Entre outras providências, também responsabiliza a Caixa Econômica Federal sobre os custos do serviço de transporte numerário, além de definir o modelo que permitirá uma atualização dos valores movimentados pela rede lotérica. 
A comunidade lotérica, há muito tempo lutava pela revisão das tarifas repassadas à classe, com o intuito de superar a crise econômica pela qual vêm passando. Nesse tempo, cerca de 500 casas lotéricas declararam falência e foram fechadas devido à fase negativa.
Goulart foi responsável por apresentar a lei que cria uma categoria criminal específica para constrangimentos causados por meio da prática de atos libidinosos em ambiente público. Assim, todos os crimes relacionados à importunação sexual terão normas especialmente direcionadas, com pena de um a cinco anos. A iniciativa busca inibir, principalmente, os casos de abusos recorrentes no transporte público. Goulart desenvolveu o projeto em agosto de 2017, época em que ocorreram três assédios consecutivos de grande repercussão e o autor, preso em flagrante, foi rapidamente liberado devido às lacunas na tipificação criminal da legislação. O Projeto de Goulart foi apensado e aprovado junto com outros projetos de proteção feminina em agosto de 2018 pelo Senado, quando a Lei Maria da Penha completou 12 anos. Conduta que amplificou o combate à violência contra a mulher no Brasil. foi finalmente sancionada em 24 de setembro de 2018, pelo Ministro do Supremo Tribunal Federal, Dias Toffoli, que exercia o cargo de Presidente da República, enquanto Michel Temer estava em Nova York.
Em pouco tempo apresentou projetos de lei voltados para educação, terceira idade, saúde, transporte, crise hídrica, entre outros. Goulart já foi membro das Comissões Permanentes de Cultura, Turismo e Educação, sendo que para a Comissão de Educação, foi Vice-Presidente. Atualmente é Presidente da Comissão de Ciência e Tecnologia, Comunicação e Informática . O Deputado é também membro suplente das Comissões Permanentes do Esporte e do Desenvolvimento Econômico Indústria, Comércio e Serviços.
Goulart Votou a favor do Processo de impeachment de Dilma Rousseff. Já durante o Governo Michel Temer, votou a favor da PEC do Teto dos Gastos Públicos. Em abril de 2017 foi favorável à Reforma Trabalhista. Em agosto de 2017 votou contra o processo em que se pedia abertura de investigação do presidente Michel Temer, ajudando a arquivar a denúncia do Ministério Público Federal. Na sessão do dia 25 de outubro de 2017, o deputado, mais uma vez, votou contra o prosseguimento da investigação de Michel Temer, acusado pelos crimes de obstrução de Justiça e organização criminosa. O resultado da votação livrou o Michel Temer de uma investigação por parte do Supremo Tribunal Federal (STF).

## Livros
- Haja coração 100 ANOS de timão - ISBN 9788573126846
- Haja coração toda a glória do timão - ISBN 9788573129137